# ناهوکو اوئه‌هاشی
ناهوکو اوئه‌هاشی ((به ژاپنی: 上橋 菜穂子, Uehashi Nahoko); ۱۵ ژوئیهٔ ۱۹۶۲ – ) نویسنده داستان فانتزی و نویسنده کودکان اهل ژاپن بود.
وی همچنین برندهٔ جوایزی همچون جایزه هانس کریستیان آندرسن شده‌است. 